# Arycanda vinaceostrigata
Arycanda vinaceostrigata là một loài bướm đêm trong họ Geometridae.